# Flyboard

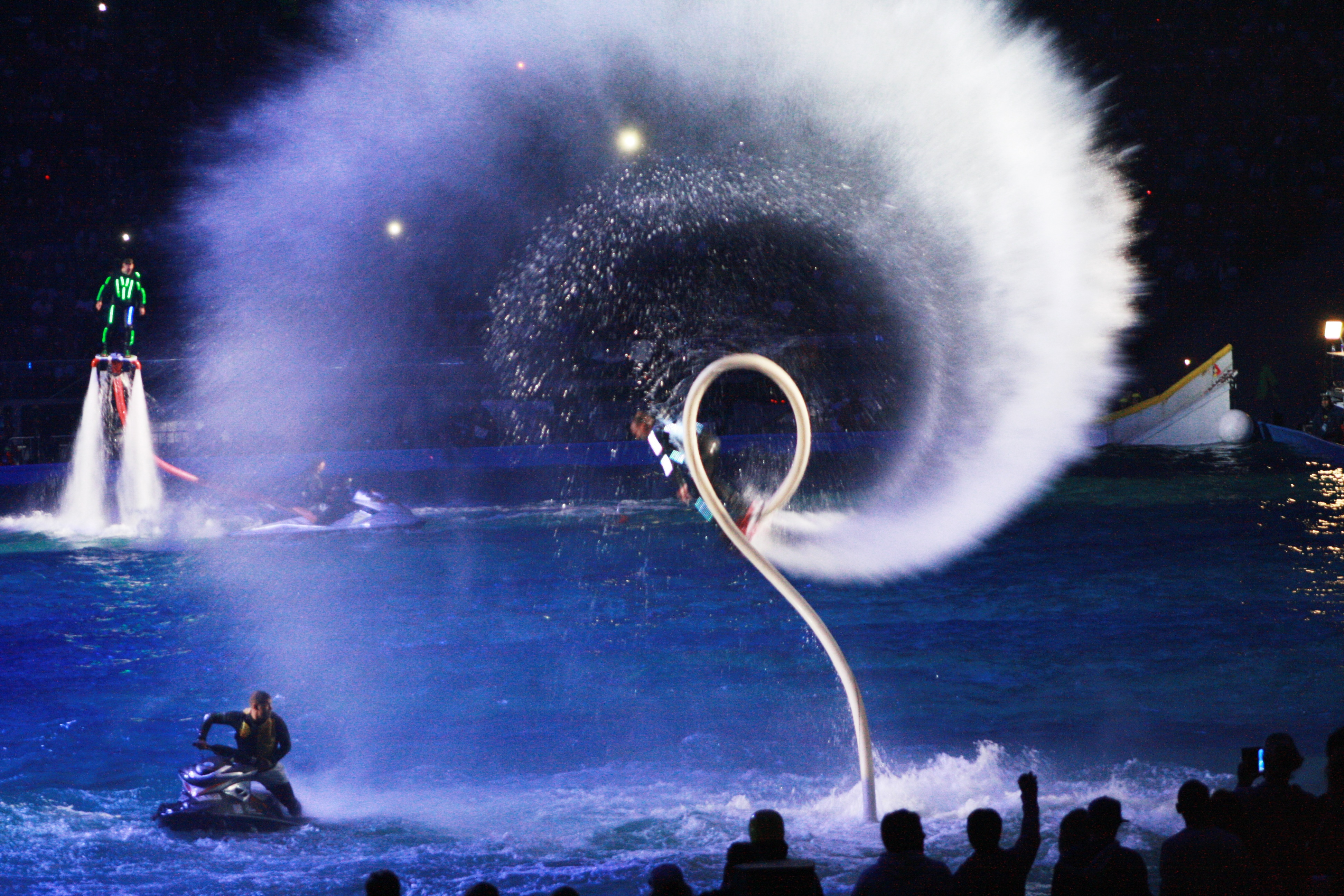
Acrobacias com flyboard

Flyboard é uma marca de dispositivo que fornece propulsão com água para impulsionar, de forma a realizar um esporte conhecido como hydroflying.
Um piloto Flyboard está em uma prancha conectada por uma mangueira longa a uma embarcação. A água é forçada sob pressão para um par de bicos de jato embaixo, que fornecem impulso para o piloto voar até 15 m (49 pés) no ar ou mergulhar de cabeça na água até 2,5 m (8 pés).

## História
O Flyboard foi inventado no Outono de 2012 por um piloto francês de embarcações aquáticas, Franky Zapata. O design permite que o dispositivo saia da água e fique estável no ar. Isso foi conseguido pela propulsão sob o solo e pela estabilização das mãos. O Instituto Nacional da Propriedade Industrial (INPI) concedeu a Zapata uma patente para sua invenção. O Flyboard foi objecto de um processo da Jetlev concorrente que foi retirado sem prejuízo em março de 2013. O dispositivo foi apresentado ao público pela primeira vez no Campeonato Mundial de jet ski na China. Desde a sua introdução em 2012, o Flyboard vendeu cerca de 2500 unidades.
Na temporada de 2015 da America's Got Talent, um entusiasta flyboard chamado Damone Rippy apresentou o Flyboard como seu ato no programa.

## Informações técnicas

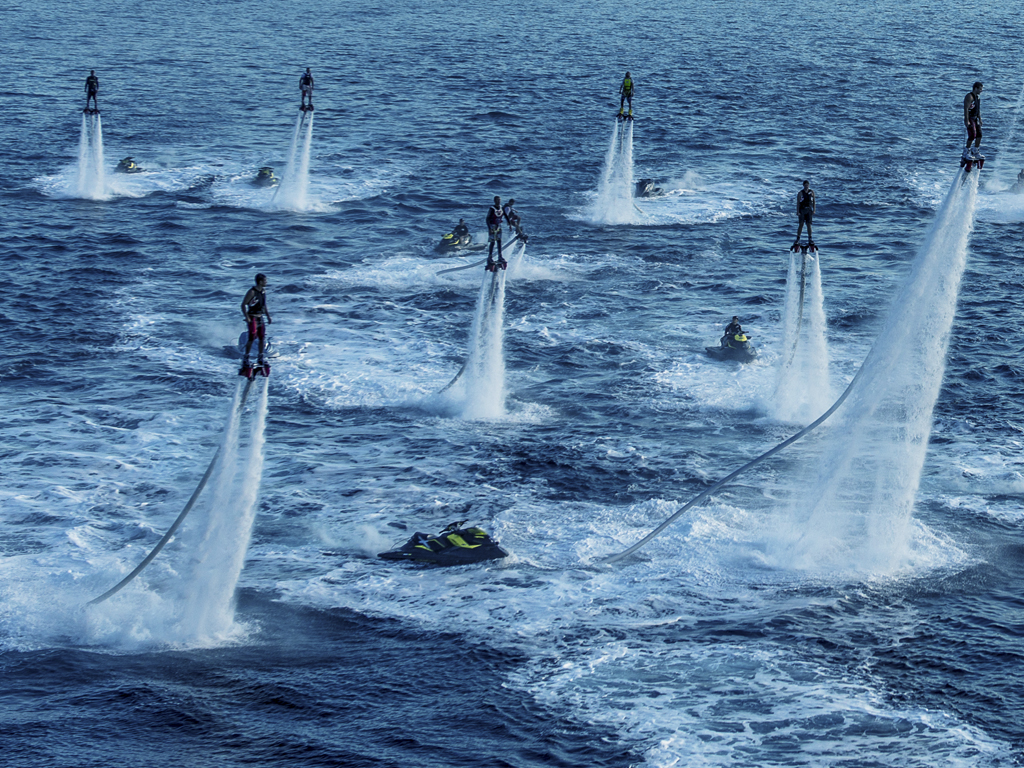
Pessoas praticando flyboarding. Nota-se algumas pessoas ligadas a motos aquáticas, enquanto outras não estão.

O Flyboard é um dispositivo aparafusado que está ligado a uma moto aquática. Ele é projetado de forma que a moto siga atrás do rastro do cavaleiro, permitindo ao motociclista vários graus de liberdade, permitindo até mesmo que o motociclista fique submerso se desejar. O piloto no Flyboard é preso por ligações semelhantes a um wakeboard e o piloto é impulsionado por jatos de água abaixo do dispositivo. O Flyboard é flutuante para a segurança, que também permite que o piloto descanse na água entre os passeios. O uso de um dispositivo de flutuação pessoal e capacete é exigido pelos locais de locação para fins de segurança para proteção contra traumatismo craniano grave no caso do motociclista impactar a moto ou estruturas estacionárias, e para proteger os ouvidos de danos e desconforto de impactos com a água.
A potência do dispositivo é controlada por um acelerador na moto aquática. O equipamento pode ser usado em dois modos: O primário requer duas pessoas, uma para controlar o acelerador da moto aquática que regula a potência e altura do piloto. O modo secundário depende de um acessório chamado Electronic Management Kit (EMK), que permite ao piloto controlar o acelerador.

## Competições
O primeiro Campeonato Mundial Flyboard ocorreu em Doha, no Catar, em outubro de 2012.

## Filmes
Pela primeira vez, uma pirueta com Flyboard foi feito em um filme de Bollywood por Hrithik Roshan no filme "Bang Bang!".